# Petsuchos

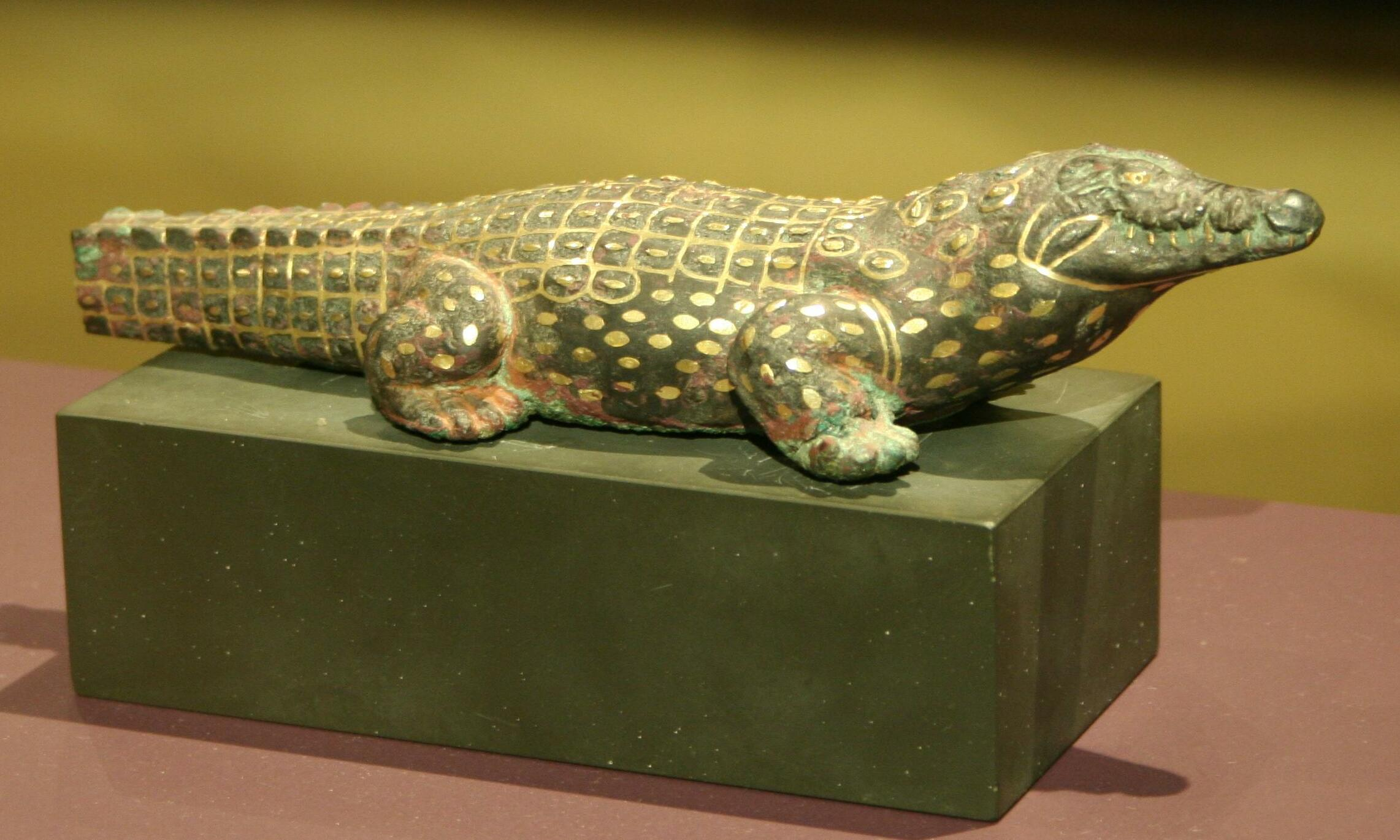
Statuia unui Petsuchos.

În mitologia egipteană, Petsuchos a fost numele dat crocodililor din Crocodilopolis, care erau venerați ca manifestări ai zeului Sobek. Termenul de Petsuchos înseamnă de fapt "fiu al lui Sobek". Petsuchos erau venerați ca zei, fiind împodobiți cu aur și cu bijuterii. Atunci când un Petsuchos murea era înlocuit cu altul. Ei erau mumificați la fel ca alte animale sacre ale religiei egiptene.